# کونتیسیو
کونتیسیو یا کونتی سویو (کچوا kunti غرب، منطقه سویو، بخشی از یک قلمرو، هر یک از چهار منطقه تشکیل دهنده امپراتوری اینکاها، «منطقه غربی»؛ اسپانیایی: Contisuyo‎) منطقه ایالتی جنوب غربی امپراتوری اینکاها بود. کونتیسیو کوچک‌ترین سوویو بود و در امتداد سواحل جنوبی پرو مدرن قرار داشت و تا ارتفاعات به سمت کوسکو امتداد داشت. همراه با کولاسیو، بخشی از اورین سویوکونا یا «محله پایین» امپراتوری بود.

ویفالای کونتیسیو